# 日本・パラオ友好の橋

KB橋地図

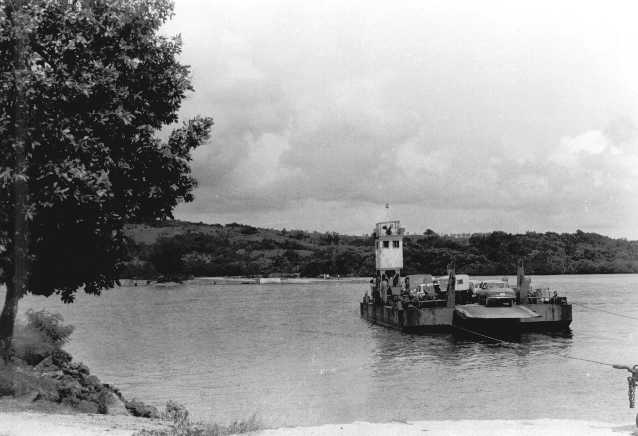
1970年頃の渡し船

日本・パラオ友好の橋（にほん・パラオゆうこうのはし、英語: Japan-Palau Friendship Bridge）は、パラオ共和国のコロール島とバベルダオブ島を結ぶ全長413メートル (m) のコンクリート製の橋である。別名コロール・バベルダオブ橋 (英語: Koror-Babeldaob Bridge)、通称KB橋 (英語: K-B Bridge)。
コロール・バベルダオブ橋は1977年に大韓民国の企業により架橋されたが、1996年に落橋。現在の橋は2代目で、旧橋とほぼ同じ場所に日本の政府開発援助（ODA）資金により建築され、2002年に落成したものである。

## 前史
コロール島とバベルダオブ島の間は幅約250 m・水深約30 mの海峡で隔てられており、橋が完成する前は渡し船で行き来していた。パラオの国土開発を推進するためには両島を結ぶ橋が必要不可欠であり、パラオ政府成立以前の太平洋諸島信託統治領政府の時代に計画が進められてきた。

## 初代の橋

### 旧橋の建設

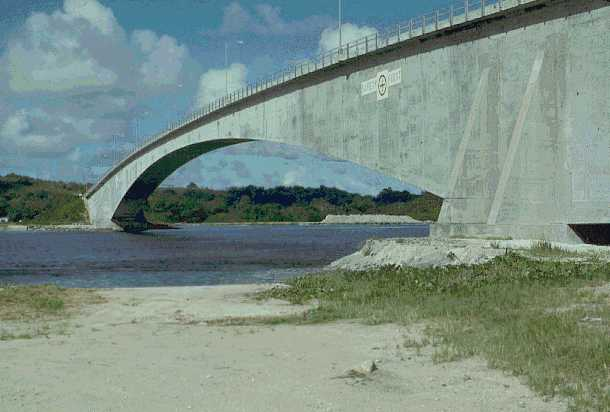
旧KB橋

1977年、韓国の建設会社であるSOCIOによりコロール島とバベルダオブ島を結ぶコンクリート製の橋が建設された。設計上は風速67 m/sの暴風や激震に耐えられるとされていた。なお、建設業者選定入札において、SOCIOが鹿島建設の半額の入札価格を提示し落札した。
建設10年後には橋の正中線が1.2メートル下がるほどたわみ始めたため、1990年にルイ・バーガー・インターナショナルと国際協力機構が調査を行ったが、橋は「安全」と評価された。大きなたわみは、クリープとコンクリートの弾性係数が予想よりも低かったことに起因していると診断を受けた。
各国の会社により補修、補強工事が何度も行われたうえ、1990年にパラオ政府は230万米ドルをかけた補強工事を選択した。

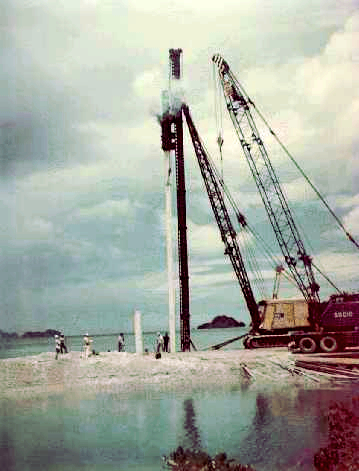
KB橋の杭打ち込み
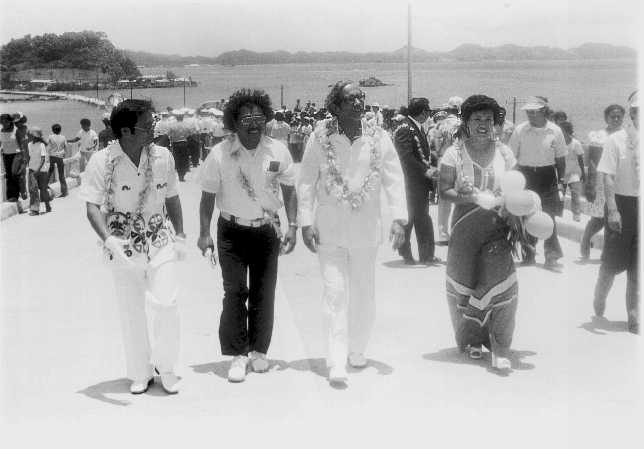
SOCIO社長も参加したKB橋の開通式
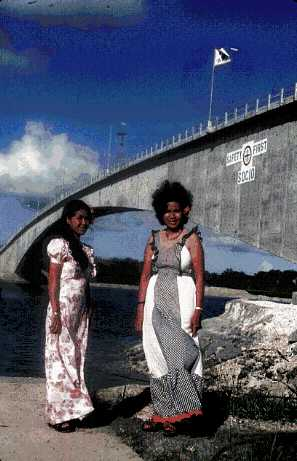
「安全第一」と書かれた橋とその上に翻る太極旗

### 旧橋の崩落
しかし、1996年9月26日17時35分頃、轟音と共に突如中央部から真っ二つに折れて崩落して2名が死亡、4名以上が負傷した。
橋はコロール島からパラオ国際空港（後にロマン・トメトゥチェル国際空港に改名）へと向かう唯一の道路であり、またバベルダオブ島からコロールへ供給されていた、電気・水道・電話のライフラインが通っていたため、首都機能が麻痺し、クニオ・ナカムラ大統領は国家非常事態宣言を発令した。「暗黒の9月事件 (Black September)」とも呼ばれている。
その直後から、官民挙げての復旧作業が進められ、9月30日に緊急の送電線を敷設したことで電気が復旧した。続いて10月6日には橋の両側から消防用ホースを通して、時間制限付きながらも水道を復旧させた。また交通手段として渡し舟が復活した。
各国も橋崩落を受け、支援を開始した。日本国政府も飲料水の緊急輸送や仮設橋（ポンツーンと呼ばれるプレートをつないで作る浮き橋）の設置などの支援を行った。
崩壊をめぐる訴訟は法廷外で解決されたため、崩壊の原因は公表されなかった。しかし、初期設計においてロバスト性が不足していたために、橋は常に偶発的な損傷に対して脆弱であり、最終的には再舗装工事の一環として発生したと結論づけられている。
現在、当時の橋の名残としてハングルとアルファベットの碑文が刻まれた記念碑のみが残されている。

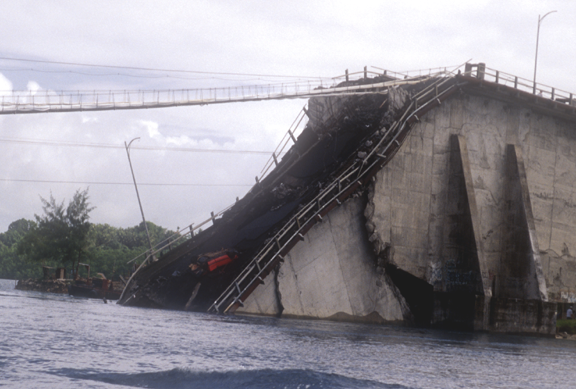
崩壊した旧KB橋
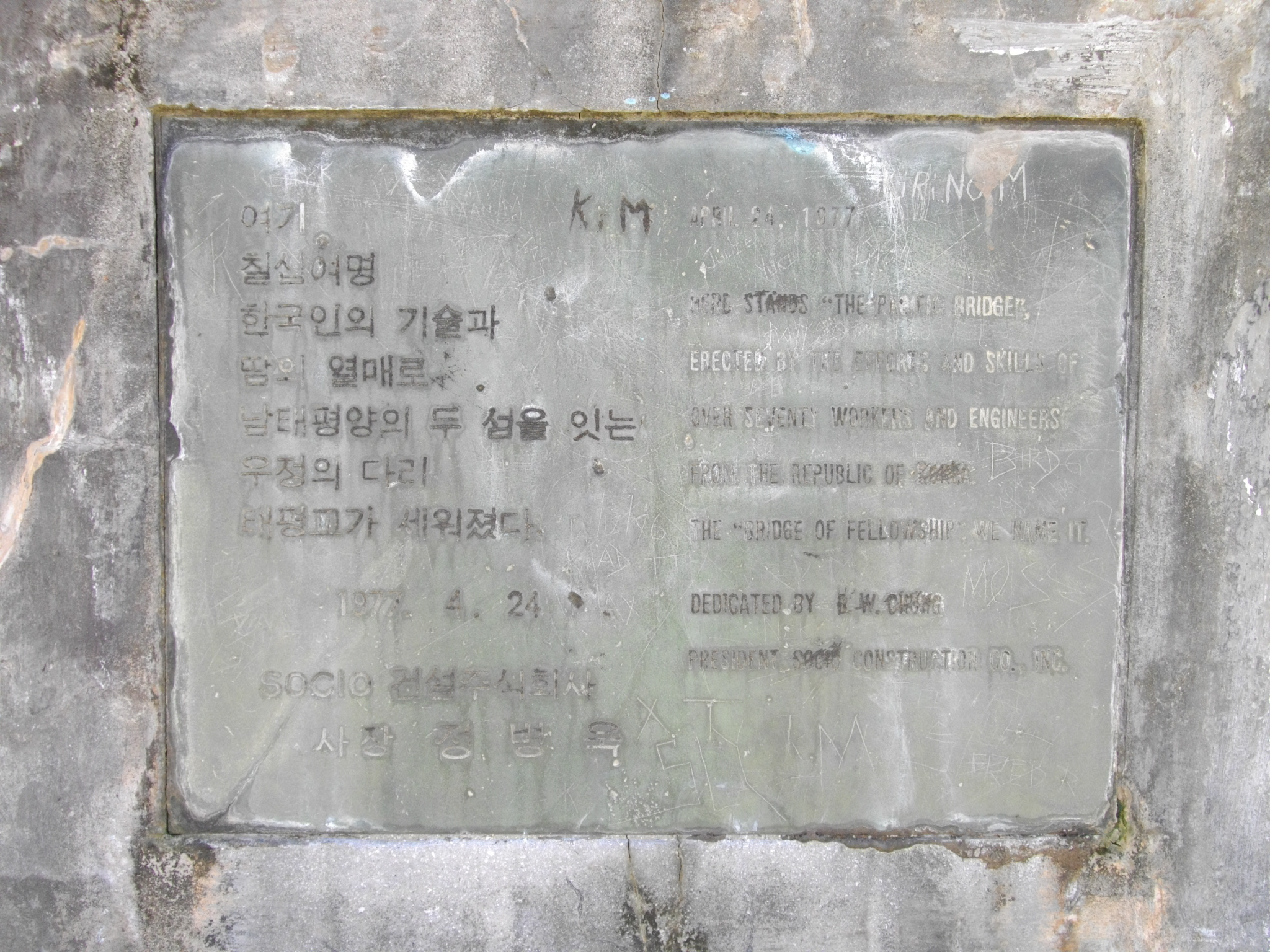
旧KB橋の碑文 "KOREA"の文字が削られているが、左には한국（韓国）とある。

### 橋崩落が与えた政治的影響
1996年はパラオ大統領選挙の年であり、再選を目指すナカムラ大統領とそれに対抗するジョンソン・トリビオン（後に大統領に選出される）候補とコロール大酋長（アイバドゥール）のユタカ・ギボンズ候補の三つ巴の選挙戦を争っていた。
ところが橋崩落に伴う非常事態を迎えたことで、トリビオン候補は「こんな時に争っている場合ではありません」とし、立候補を取り下げた。これに伴い大統領選挙は、ナカムラ大統領とギボンズ候補との一騎討ちとなり、ナカムラ大統領が圧勝して再選を果たすことになった。

## 2代目の橋
2002年1月、日本の政府開発援助 (ODA) によって再建されたエクストラドーズド橋。通称で「日本パラオ友好橋」ともいわれる。設計上の耐用年数は50年である。
パラオ政府が財政的な理由から自国の資金による建設を断念したため、1997年に日本の無償援助による橋の再建を決定し鹿島建設によって再建された。
5年後の2002年1月に橋は完成し、1月11日には開通式典が行われた。この新しい橋のたもとの記念碑には、日本・パラオ友好の橋 (Japan-Palau Friendship Bridge) と刻まれ、友好の象徴として両国の国旗が描かれている。この橋と両国の国旗は、橋完成後の2012年1月にパラオ郵便局より発売された建設10周年を祝う記念切手にも描かれた。
2002年には土木学会田中賞を受賞している。

### 新橋の構造
- 構造形式 : 3径間複合エクストラドーズド橋
- 橋長 : 412.3 m
- 支間長 : 82 + 247 + 82 [m]
- 橋梁幅員 : 車道 8 m（車線数: 2）、歩道 1.2 m
- 高さ : 40.684 m（主塔）

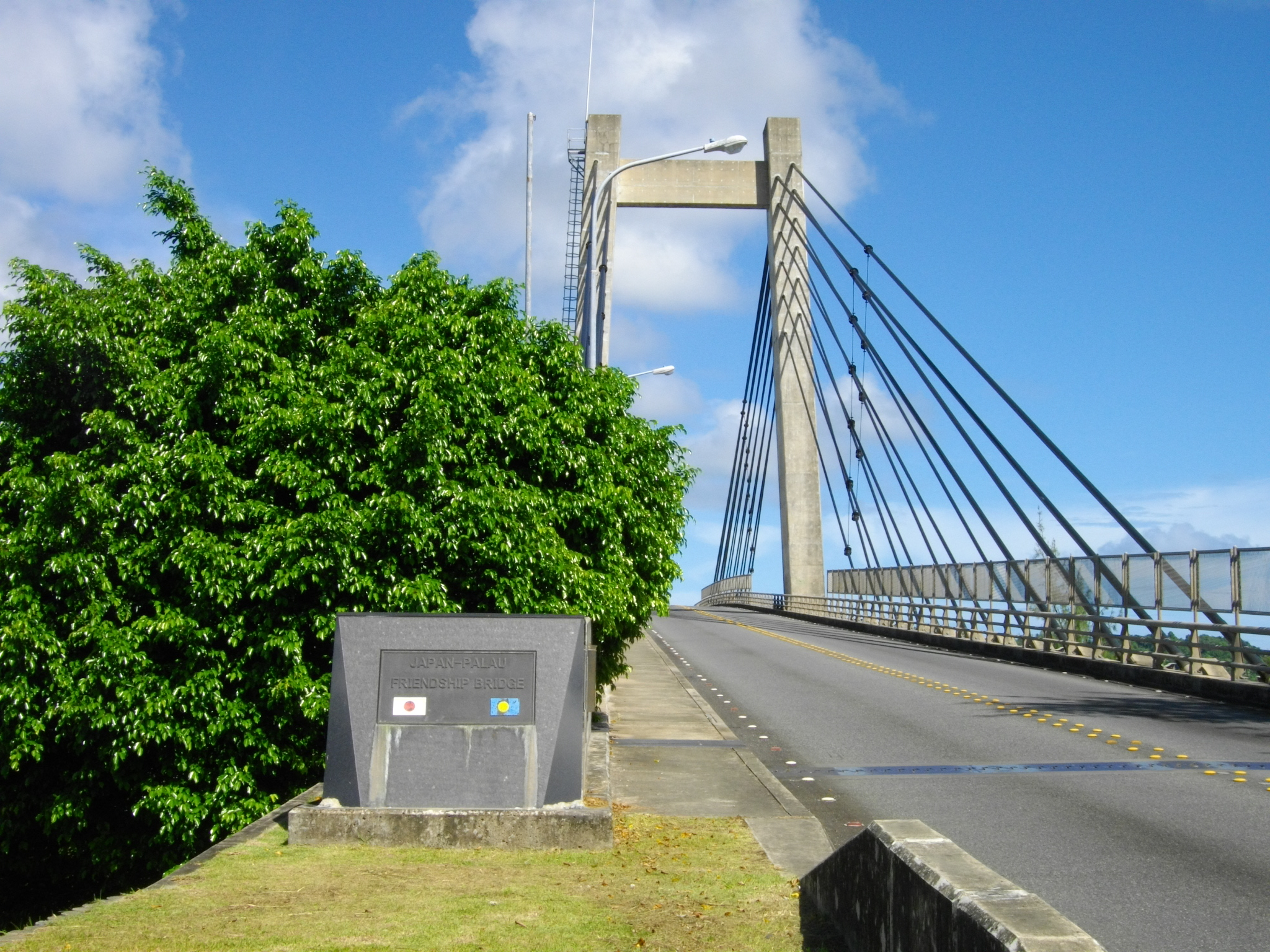
新橋の記念碑
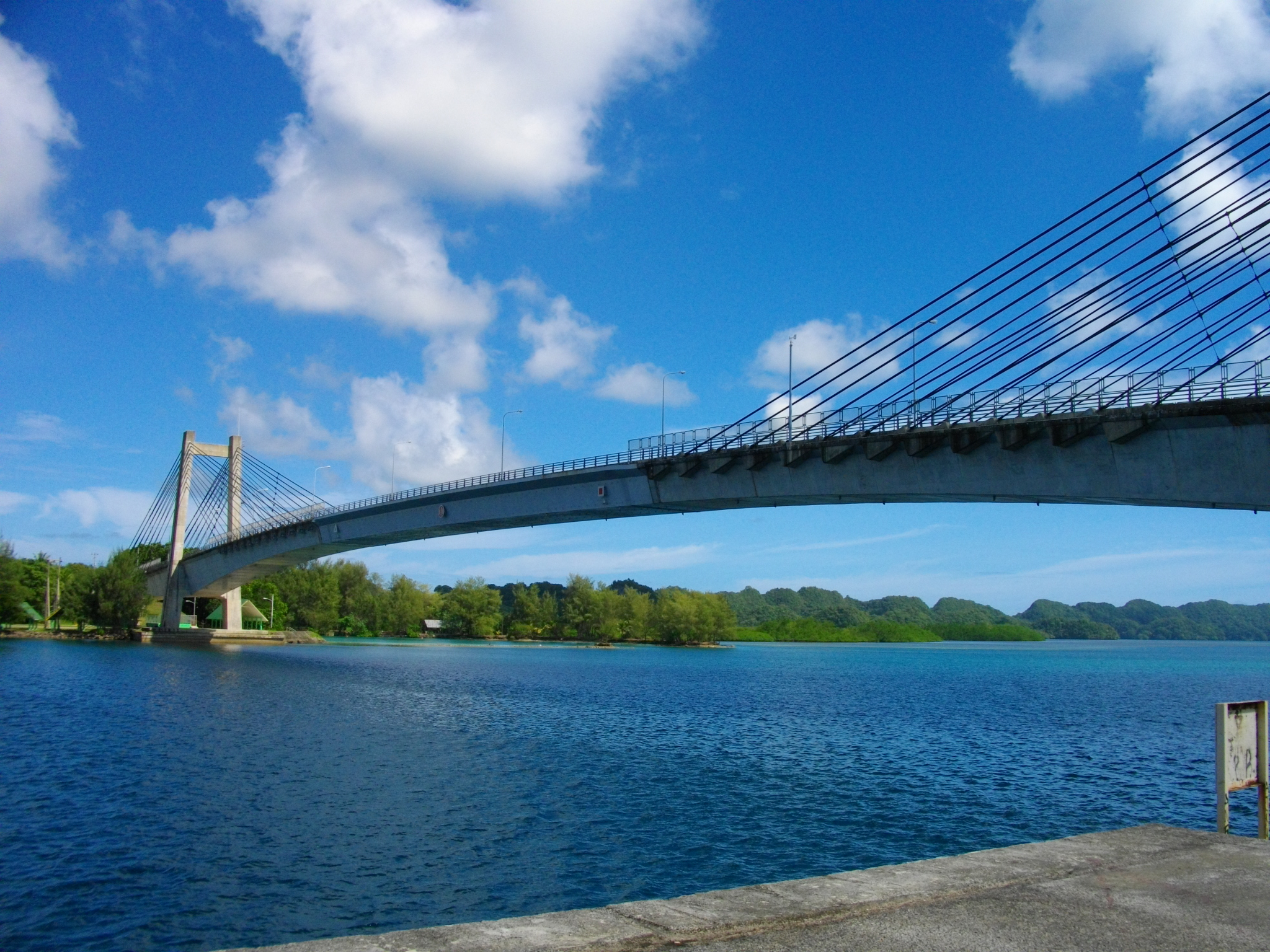
コロール側より見る
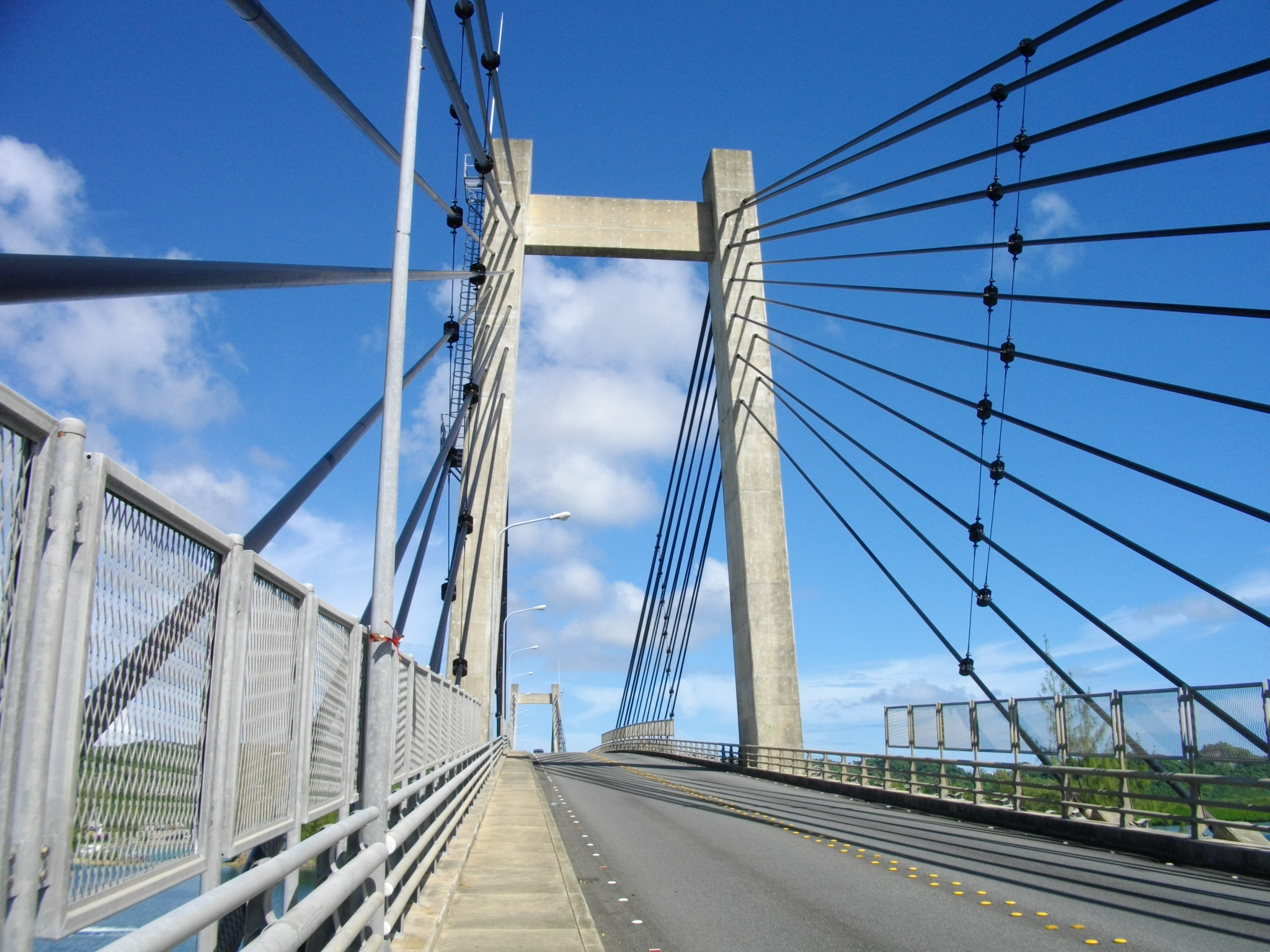
橋上より見る
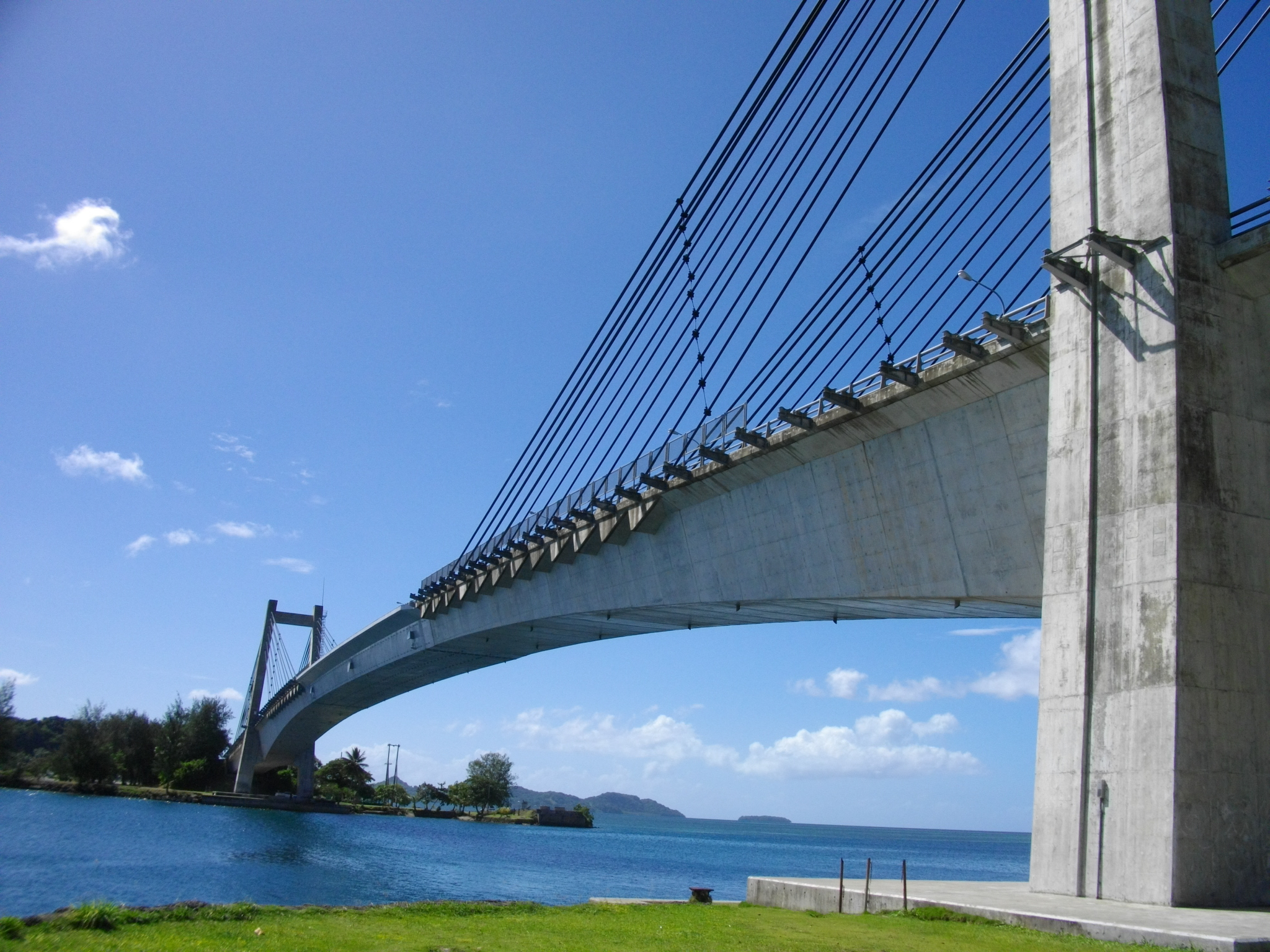
アイライ（バベルダオブ島）側より見る